# NGC 3376
NGC 3376 é uma galáxia espiral na direção da constelação de Sextans. O objeto foi descoberto pelo astrônomo Heinrich d'Arrest em 1863, usando um telescópio refrator com abertura de 11 polegadas. Devido a sua moderada magnitude aparente (+13,4), é visível apenas com telescópios amadores ou com equipamentos superiores.